# Norantea brachystachya
Norantea brachystachya là một loài thực vật có hoa trong họ Marcgraviaceae. Loài này được (Rusby) de Roon mô tả khoa học đầu tiên năm 1967.